# Infinite Disco
Infinite Disco è stato un concerto della cantante australiana Kylie Minogue, organizzato in supporto del suo quindicesimo album in studio Disco e trasmesso esclusivamente in live streaming mondiale il 7 novembre e il 31 dicembre 2020.

## Antefatti
In seguito alla pubblicazione dei singoli Say Something e Magic, il 19 ottobre 2020 la cantante ha annunciato una "esibizione spettacolare" che si sarebbe tenuta il 7 novembre successivo. Due giorni più tardi, il 21 ottobre, è stato reso disponibile l'acquisto dei biglietti per il concerto virtuale Infinite Disco, organizzato per venire incontro alle esigenze sanitarie venutesi a creare in seguito alla diffusione della pandemia di COVID-19, la quale ha avuto pesanti ripercussioni anche sul mondo musicale e degli spettacoli dal vivo. Coloro che avevano già preordinato l'album Disco hanno ottenuto un accesso anticipato all'acquisto dei biglietti per l'evento.
Il concerto, registrato a Londra presso i LH3 Studios e della durata approssimativa di 50 minuti, è co-diretto da Rob Sinclair e Kate Moross e vede la cantante esibirsi con brani tratti sia dall'ultimo album che da quelli precedenti.
Il 1º novembre 2020 Kylie Minogue ha caricato sul proprio canale YouTube l'esibizione preregistrata del singolo Say Something, eseguita con la collaborazione del The House Gospel Choir. Il 6 novembre, in occasione della pubblicazione dell'album, è stata caricata l'esibizione del brano Real Groove.

## Pubblicazione
Il 12 novembre 2021, lo show è stato rilasciato in formato CD, DVD e Blu-ray incluso nell'edizione "box-set" di Disco: Guest List Edition. Sia il DVD che il Blu-Ray contengono il mini documentario Dancefloor Dreams: Creating Infinite Disco (13.01).
Il 7 aprile 2022, Kylie ha annunciato la pubblicazione di Infinite Disco come live-album, separato da Disco: Guest List Edition. Il pre-ordine del vinile è stato reso disponibile il giorno seguente.
La versione in formato LP è stata diffusa il 6 maggio 2022. È stata resa disponibile anche una versione "clear", con un disco traslucido.

## Scaletta[11]
1. Introduction (contiene elementi di Magic e Come into My World)
2. I Love It
3. In Your Eyes
4. Light Years / Supernova
5. Interlude (contiene elementi di I Should Be So Lucky)
6. Dance Floor Darling
7. All the Lovers (con The House Gospel Choir)
8. Say Something (con The House Gospel Choir)
9. Real Groove
10. Slow (contiene elementi di Love to Love You Baby di Donna Summer)
11. Monday Blues
12. Where Does the DJ Go?
13. Love at First Sight
14. Last Chance
15. Magic